# Mia Rossander-Lundin
Maria (Mia) Rossander-Lundin, född 26 augusti 1871 i Stockholm, död 20 september 1899 i Paris, var en svensk målare och tecknare.
Hon var dotter till grosshandlaren Johan Fredrik Rossander och Emelie Maria Skröder och från 1896 gift i Paris med harpisten vid Opéra Comique i Paris Carl Lundin. Rossander-Lundin studerade i slutet av 1880-talet vid Académie Colarossi i Paris. Hon medverkade ett antal gånger i Parissalongen på 1890-talet med porträtt och figurstudier utförda i olja samt modellstudier i kol och krita. Rossander-Lundin finns representerad vid Franska skolan i Stockholm.